# Adalil
L'adalil era el màxim grau entre els almogàvers, anaven a cavall i guiaven les tropes.
Es diu de la persona que feia de guia o capdavantera i acompanyava un cos d'exèrcit per a mostrar-li el camí o bé per observar els moviments de l'enemic. Data del segle xiii i prové del terme àrab الدليل (ad-dalîl), substantiu derivat del verb على/دل (dal·la) 'guiar, ensenyar el camí'
La figura de l'adalil apareix en tres cròniques catalanes, la Llibre dels fets de Jaume el Conqueridor, la Crònica de Pere el Cerimoniós i la Crònica de Bernat Desclot.
| «                                            | Com fariem ne con no ab los adalils qui ginyen e qui saben les entrades de la terra. | » |
| — Jaume el Conqueridor, Llibre dels fets, 98 |                                                                                      |   |

| «                                            | Ueus aquí que’ns mostrarà est adalil bona caualcada de sarraïns. | » |
| — Jaume el Conqueridor, Llibre dels fets, 99 |                                                                  |   |

| «                            | Et yo llibrarvos-he bons adalils que saben be la terra e’ls passos. | » |
| — Bernat Desclot, Crònica, 5 |                                                                     |   |

| «                                  | L'adalil nostre ab tres servents era anat a descobrir un aguayt. | » |
| — Pere el Cerimoniós, Crònica, 183 |                                                                  |   |

Actualment Adalil és una marxa cristiana tocada en totes les Festes de Moros i Cristians del País Valencià.